# Protestantisches Pfarrhaus (Finkenbach-Gersweiler)
Das Protestantische Pfarrhaus ist ein denkmalgeschütztes Bauwerk in Finkenbach-Gersweiler.

## Lage
Das Pfarrhaus befindet sich in der örtlichen Kirchgasse 12 innerhalb des Ortsteils Finkenbach unterhalb der Wehrkirche, mit der sie zusammen ein Ensemble bildet. In unmittelbarer Nähe des Pfarrhofes stehen zwei Naturdenkmäler: eine 12 Meter hohe und 3,15 Meter starke Akazie (ca. 120 Jahre) und eine 10 Meter hohe und 1,55 Meter starke Eiche (ca. 230 Jahre).

## Geschichte
Das Pfarrhaus wurde in den Jahren 1830 und 1831 errichtet. Zu ihm gehören zusätzlich der ehemalige Stall, die Waschküche und die Scheune (1894/95). Ursprünglich befand sich das Pfarrhaus mit Backofen gegenüber dem Wirtschaftsgebäude. Hiervon ist lediglich ein Fenstergewand im Pfarrstall übrig geblieben. Die Scheune ist ebenso ein Neubau von 1843, die Vorgängerbauten waren baufällig beziehungsweise eingestürzt. Der Torbalken von 1757 und stammt von der alten Scheune und wurde wiederverwendet.